# 瀬山誠五郎
瀬山 誠五郎（せやま せいごろう、1900年6月14日 - 1977年7月19日）は、日本の経営者。東京都出身。

## 経歴
1925年に東京帝国大学法学部英法科を卒業し、同年に住友銀行に入行。1936年2月に住友本社東京支店に出向し、1947年3月に住友商事常務に就任し、1952年6月には専務に昇格した。1956年11月に住友不動産社長に就任し、1974年5月には会長に就任した。経済団体連合会理事も務めた。
1970年11月に勲二等瑞宝章を受章し、1976年に勲一等瑞宝章を受章した。
1977年7月19日気管支肺炎のために死去。77歳没。